# Udmurtes
Os udmurtes são um povo fino-úgrico que fala o idioma udmurte. Ao longo da história foram conhecidos, em russo, como chud otyatskaya (чудь отяцкая), otyaks ou votyaks e, em tártaro, como Ar. O nome udmurte provavelmente vem de *odo-mort, "povo do prado", onde a primeira parte representa a raiz pérmica *od (o), "prado", "campina", "campo", "descampado" (relacionado ao finlandês itää, "germinar", "brotar") e a segunda parte (o udmurte murt, "pessoa", como no komi mort e no mari mari) é um empréstimo arcaico do indo-iraniano *mertā ou *martiya, "pessoa", "homem" (no persa mard). Esta informação é corroborada por um documento datado de 25 de fevereiro de 1557, onde, ao lado do tradicional termo russo otyaki, os udmurtes são descritos como lugovye lyudi, "povo do prado".
A maior parte dos udmurtes vivem na Udmúrtia. Pequenos grupos habitam as regiões vizinhas: o Oblast de Kirov e o Krai de Perm, na Rússia, o Bascortostão, o Tartaristão e Mari El.
O idioma udmurte pertence à família linguística fino-úgrica.
A população udmurte foi estimada pelo censo russo como sendo de 637.000 habitantes em 2002, em comparação a 746.562 em 1989. Os udmurtes costumam ter olhos claros e cabelos vermelhos, e chegaram mesmo a serem descritos como o povo "mais ruivo do mundo". Os membros da antiga tribo dos budini, que foi especulada como sendo ancestral dos atuais udmurtes, foram descrita pelo historiador grego Heródoto como predominantemente ruivos. 